# Valentina Kobe
Valentina Kobe (roj. Grošelj), slovenska zdravnica, profesorica, in anatomka, * 14. februar 1905, Dobje, † 28. september 1998, Ljubljana.

## Življenje in delo
Kobetova je bila rojena v premožno in ugledno družino, saj je bil njen oče župan. Že zgodaj je pokazala svojo bistrost, zaradi česar je na predlog učiteljev kot prva dijakinja začela obiskovati realko. Po kočani realki je hotela študirati medicino, vendar tja ni bila sprejeta, ker se v realki ni učila latinščine. Namesto medicine je tako vpisala umetnostno zgodovino in se hkrati začela učiti latinščine. Ob študiju umetnostne zgodovine je hkrati obiskovala tudi predavanja v prvem letniku Medicinske fakultete v Ljubljani, kamor se je nato vpisala v drugem letniku. Uspešno je zaključila vse štiri semestre in nato nadaljevala študij v Innsbrucku, kjer je z odliko diplomirala leta 1929.
Po diplomi se je zaposlila na prosekturi ljubljanske bolnišnice. Kasneje je postala asistentka pri znanem slovenskem anatomu Janezu Plečniku. Specialistični izpit iz anatomije je nato opravila leta 1934 v Beogradu, po smrti doktorja Plečnika pa je v decembru 1940 prevzela vodstvo anatomskega inštituta v Ljubljani. Med drugo svetovno vojno je rodila dvojčici, vendar je ena od njiju že med vojno umrla. Njen mož, Boris Kobe, je bil med vojno interniran v Dachau.
Po vojni je bila imenovana za profesorico na novo ustanovljeni Medicinski fakulteti, med letoma 1949 in 1971 pa je bila predstojnica Inštituta za anatomijo. Postala je vodilna anatomka v nekdanji Jugoslaviji in predsednica ter častna članica Zveze anatomov Jugoslavije.